# JR Central série 313
 (juillet 2025).
La série 313 (313系, 313-kei) est un type de rame automotrice exploitée par la compagnie Central Japan Railway Company (JR Central) depuis le 6 Mai 1999.

## Aperçu
Ce modèle de train a été introduit dans le but de remplacer plus de la moitié des vieux trains encore en service à l'époque, que sont les séries 103 , 113 , 115 , 117 , 119 , 123 et 165. Ce modèle a été fabriqué par la Tokyu Car Corporation (voitures de première série uniquement), Kinki Sharyo (jusqu'à la troisième série) puis Nippon Sharyo .
Basé sur le train express de la série 373 , lancé précédemment , il a été modifié et amélioré pour s'adapter à un usage suburbain. Il se positionne donc comme le modèle standard de l'entreprise, polyvalent, répondant à tous les besoins , allant du transport suburbain sur les lignes principales urbaines ,à l'exploitation par un seul opérateur sur les lignes locales en passant par le train de ligne payant. C'est pourquoi les classifications des sous-séries ont été établies dès le départ, choisies en fonction des spécifications intérieures ,et de la configuration des équipements. Il existe des formations de 2, 3, 4 et 6 voitures. De plus, la série 313 peut être couplée aux séries 211 , 213 , 311 et à son successeur, la série 315 .
Au total, 539 caisses ont été fabriquées , ce qui en fait le matériel standard de la compagnie. Ils sont capables de circuler sur toutes les lignes électrifiées en courant continu de la compagnie , mais à partir d'avril 2023 ( Reiwa 5), ils ont cessé de fonctionner sur la ligne Chūō (entre la gare de Nagoya et la gare de Nakatsugawa) . De plus, ils circulent sur la ligne Shinonoi et la ligne Chūō qui sont sous la juridiction de la East Japan Railway Company (JR East).
Étant donné que leur fabrication de déroule sur une longue période (plus de 10 ans), leurs spécifications ont beaucoup évolué selon leur année de lancement. Dans cet article, nous allons donc d'abord décrire les points communs de chaque série, puis les différences de spécifications selon l'année de lancement, en les répartissant en première, troisième, quatrième et cinquième séries.
La série 313 fut Lauréate du Good Design Award en 1999 ( Heisei 9) 

## Description

### Extérieure
La caisse est dotée d'une carrosserie légère en acier inoxydable et de trois portes de chaque côté, comme c'est le cas pour les trains de banlieue après la série 211. Seul la zone de la cabine de conduite est en acier ordinaire ,et est équipé d' une porte d'intercirculation (avec soufflet) pour l'interconnexion de deux rames .
Le pare brise est une vitre panoramique enveloppante, avec un indicateur de destination en deux pièces (girouette frontale),une en haut coté siège conducteur pour la destination, et coté assistant pour le type de service. L'éclairage frontal est assuré par quatre feux (2 rouges, 2 banc), situés sous la vitre avant, et au dessus de la porte traversante d'interconnexion, deux feux blancs. Les vitres passagers entre les portes est de type fixe, et les montants des vitres sont installés à l'intérieur comme structure non porteuse. L'avant est peint en blanc, avec une bande orange , couleur de la JR Central ,qui s'étend sur le côté. Cependant, la série 313-8000 du « Central Liner » adopte une livrée différente pour indiquer qu'il s'agit d'un "train de ligne payant".
Il existe différentes classifications numériques selon l'usage et l'intérieur, mais la structure de la carrosserie est identique pour tous . Les vitres latérales mesurent 950 mm de haut et de large, soit plus que les 870 mm de la série 311. De plus, compte tenu de la conduite par un seul opérateur (ワンマン / Wanman/ "One man") , la porte passagers latérale adjacente à la cabine de conduite de la voiture de tête est décalée de 210 mm vers la cabine de conduite. Les portes latérales sont des portes à deux vantaux de 1 300 mm de large, courantes sur les trains de banlieue, à commande pneumatique et dotées d'un mécanisme d'affaiblissement de la force de fermeture pour éviter les gens bloqués lors de la fermeture.
De plus, pour réduire le bruit à l'intérieur de l'habitacle , un matériau insonorisant fabriqué à partir de pneus en caoutchouc recyclés a été installé sous le plancher , ce qui permet d'obtenir un niveau de silence élevé par rapport aux nouveaux véhicules d'autres entreprises .

### Intérieure
Les sièges sont une combinaison de sièges transversaux convertibles, de sièges transversaux fixes et de sièges longitudinaux, selon les modèles. Parmi ceux-ci, les sièges transversaux convertibles sont dotés d'un mécanisme de rabattement du dossier, ce qui permet de réduire l'espace entre les sièges de 35 mm par rapport à la série 311, sans compromettre l'espace et le confort pour les jambes .
Les vitres latérales sont fixes, et seule la partie supérieure des vitres latérales situées à l'extrémité de la voiture peut être ouverte en la rabattant vers l'intérieur pour permettre une ventilation d'urgence (comme dans les bus) . Les vitres sont en double vitrage bloquant les rayons ultraviolets (UV) , mais des pare-soleil sont également fournis, avec des rideaux à enroulement libre ou des rideaux horizontaux dans certains cas .
Conformément à la "loi sur les transports sans obstacle" , toutes les voitures sont équipées de carillons de porte (vibreur) , tous les trains sont équipés de toilettes occidentales accessibles UFR, et d' écrans d'information LED au-dessus de chaque porte, l'affichage se fait exclusivement sur une ligne en lettres majuscules. De plus, le train est équipé d' une mélodie pour encourager les passagers à monter et descendre, ainsi que d'un haut-parleur externe. Certaines modèles sont équipées d' un mécanisme de porte semi-automatique à bouton-poussoir .
L'éclairage intérieur était un éclairage fluorescent couvert qui s'étendait sur toute la longueur de l'habitacle, mais dans la 5e série de voitures, il a été remplacé par un éclairage LED couvert.
La cabine de conduite, est similaire à la série 373. Elle est équipée d' une manette de puissance/freinage (mascon/contrôleur) principale à une poignée à gauche et d'un écran tactile à droite , ainsi que d'un frein de stationnement à bouton et d'un régulateur de vitesse . Le régulateur de vitesse fonctionne par simple pression sur le bouton . Sur le contrôleur principal il y a 5 niveaux de puissance ,et 9 niveaux de freins au total, dont un frein de ralentissement , 7 freins normaux et un frein d'urgence .
| Siege transversaux convertibles |  | Sieges prioritaires |  | Info voyageur |
| Siege transversaux convertibles |  | Sieges prioritaires |  | Info voyageur |

### Caractéristiques techniques
Le moteur est un moteur asynchrone triphasé  à cage d'écureuil de type C-MT66A (puissance de sortie 185 kW , tension aux bornes 1 100 V , courant 125 A , fréquence 86 Hz , vitesse nominale 2 525 tr/min ) ,modèle qui a déjà fait ses preuves dans la série 373.Le rapport MT(Motor car/ trailer) est de 1:1 pour améliorer les performances d'accélération, tout en assurant une vitesse de 130 km/h sur une pente ascendante de 10 pour mille . Le rapport MT est fixe quelle que soit la configuration de la rame, et pour cela parfois une voiture est une  0,5 M , avec un bogie moteur et un bogie porteur. Le système de commande est un onduleur Toshiba IGBT-VVVF ( commande PWM , 1 700 V/1 200 A, système 1C2M ). L'appareil est associé à une alimentation auxiliaire ( onduleur statique , SIV) et utilise un système bimode dans lequel le VVVF de contrôle fournit une sauvegarde en cas de panne du SIV .
Les bogies sont sans traversin (C-DT63A/C-TR251)  ,et sont équipés d' amortisseurs de lacet , ainsi que des ressorts pneumatiques . Les bogies porteurs sont équipés de deux freins à disque en plus d'un frein utilisant des mâchoires sur la bande de roulement . De plus, tous les essieux sont équipés de dispositifs de détection de glissement (enrayage) .
Le compresseur d'air électrique (CP) est de type alternatif ( à piston ) éprouvé, mais la source d'alimentation a été remplacée par un moteur à courant alternatif afin de réduire le bruit.
| Bogie moteur |  | Bogie porteur |  | Cabine de conduite serie 313-3100 |
| Bogie moteur |  | Bogie porteur |  | Cabine de conduite serie 313-3100 |

## Modélisme
La série 313 est produite a l'échelle N par Kato et Tomix , en formation de 2-3-4-6 voitures.

## Galerie photos

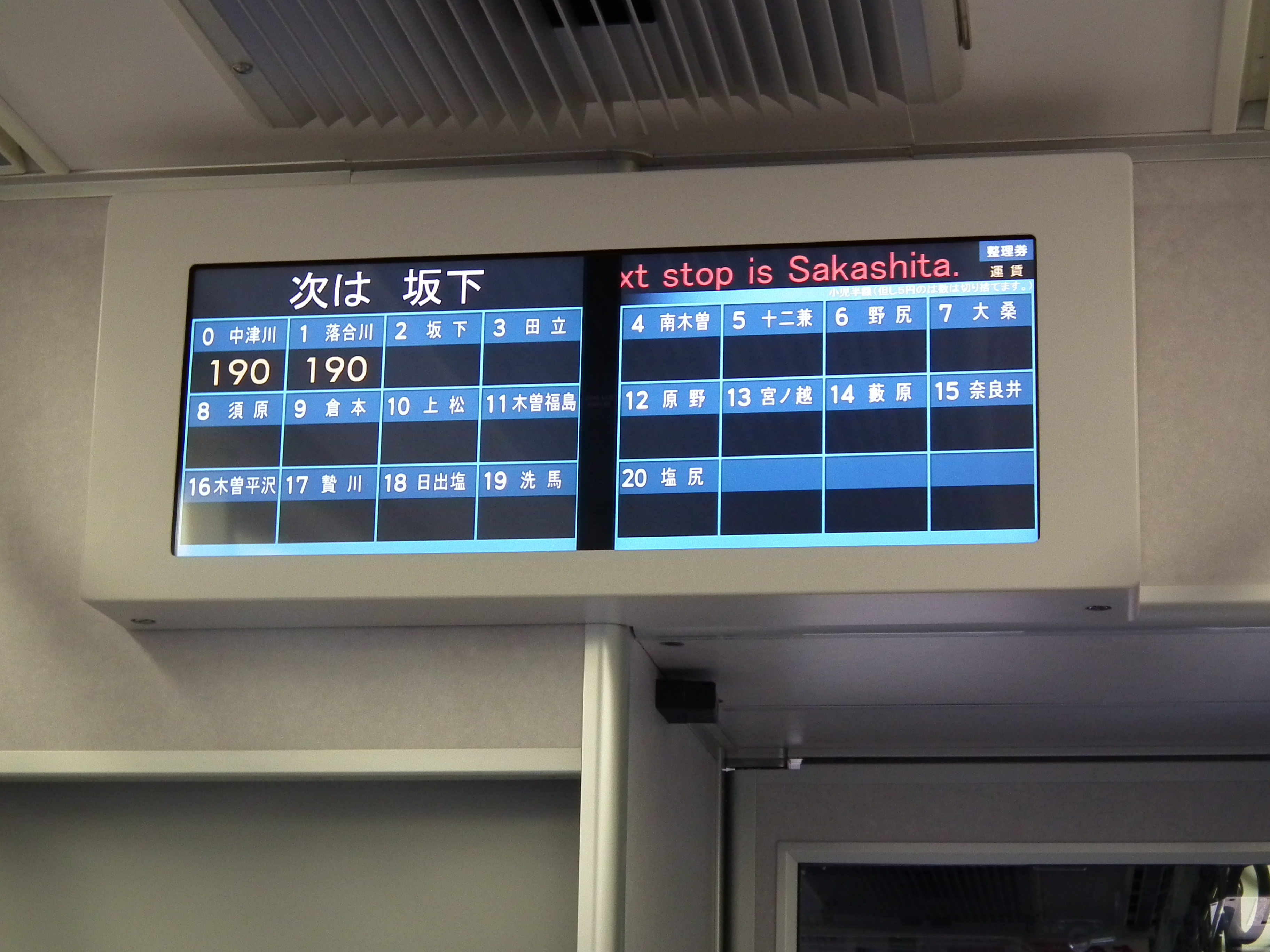
Ecran indiquant les tarifs à payer lors de la sortie du train par station
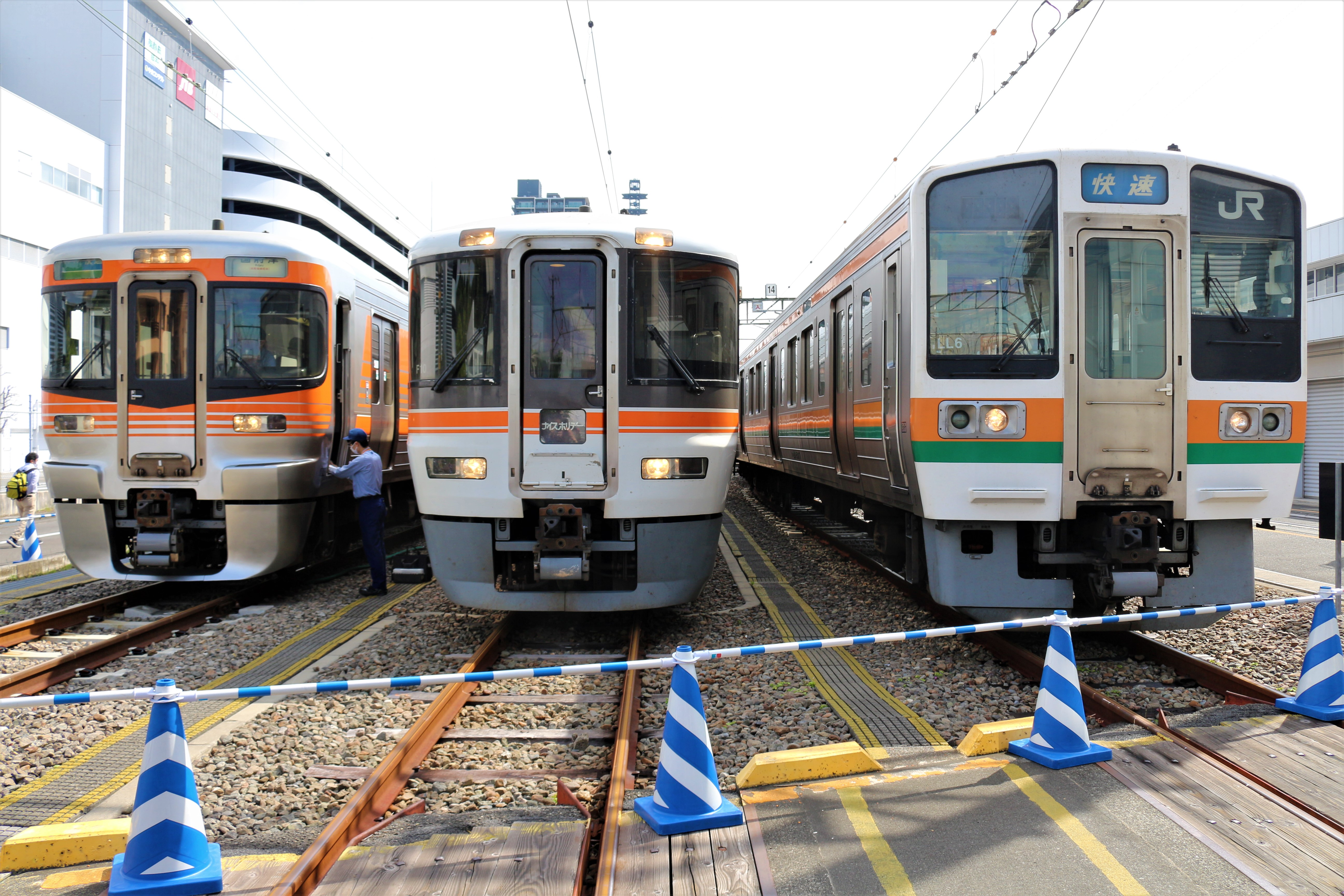
Depot de Shizuoka de gauche a droite Série 313-8000 /373/211-5000
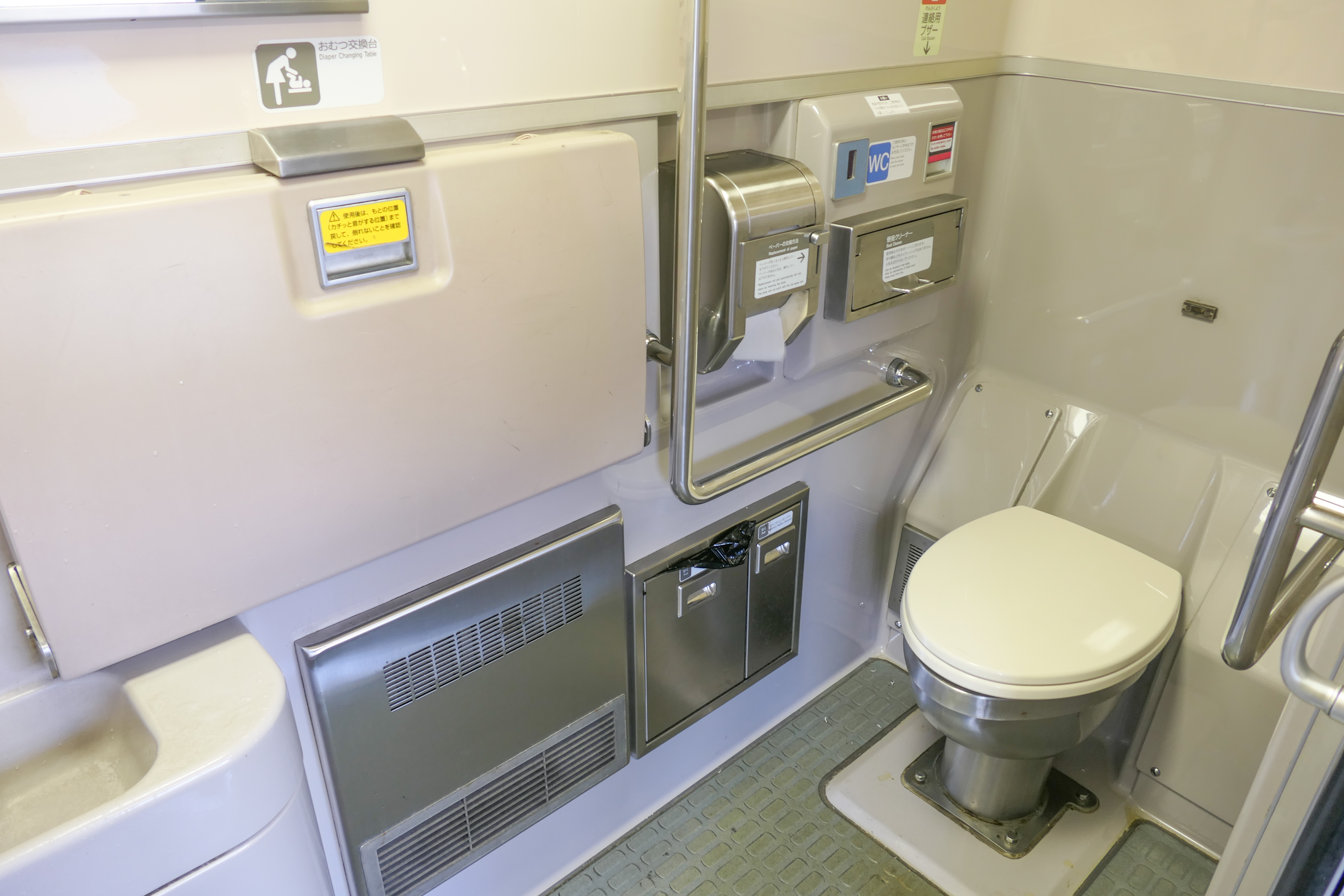
Toilettes de la serie 313-8000
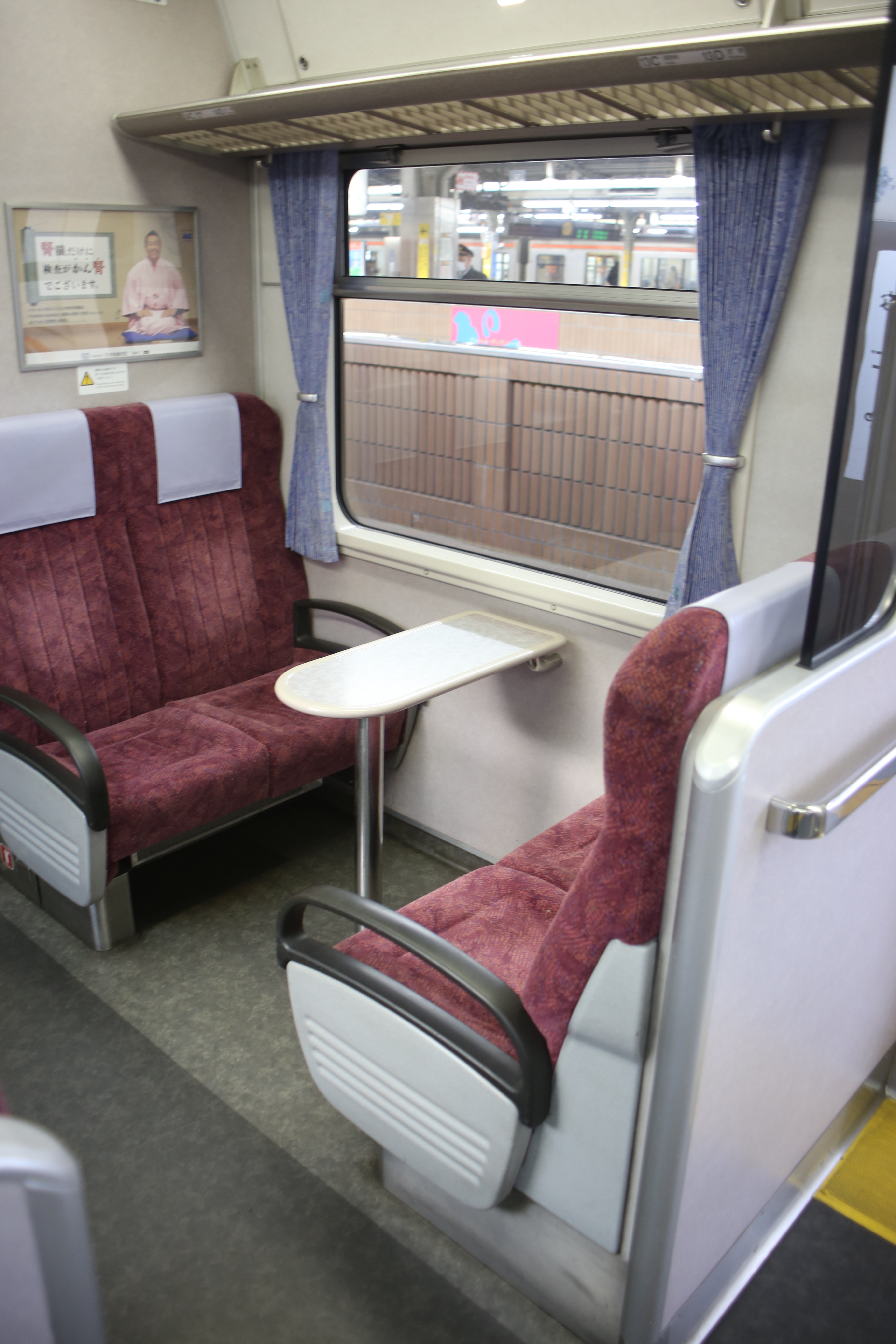
Sieges transversaux